# Osloer Straße (métro de Berlin)
Osloer Straße est une station du métro de Berlin à Berlin-Gesundbrunnen, voie de passage de la ligne U8 et terminus de la ligne U9. Elle se situe au carrefour de l'Osloer Straße (rue d'Oslo), de la Schwedenstraße (rue de Suède) et de la Heinz-Galinski-Straße que suit le U9, qui se poursuit au nord par l'impasse Tromsöer Straße. De nombreuses correspondances sont possibles avec les tramways et autobus.

## Histoire
Les deux stations ont été conçues à la fin des années 1970 par Rainer G. Rümmler. Conformément à son nom de capitale norvégienne, les murs des quais du U8 et du U9 présentent les motifs du drapeau de la Norvège. Le sol est constitué de dalle de granit avec surface podotactile pour les malvoyants. La station dispose d'une ascenseur donnant accès aux deux quais.